# Grande incêndio de Boston

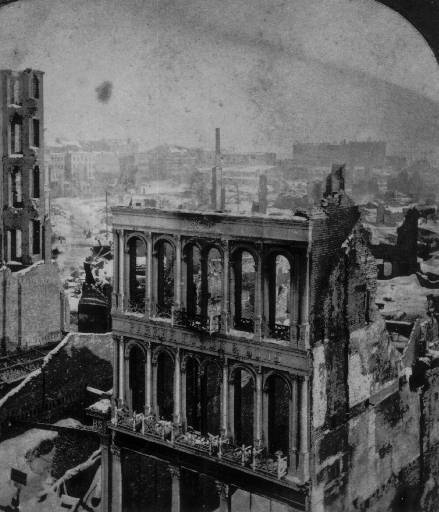
Ruínas deixadas pelo fogo

O Grande Incêndio de Boston de 1872 foi o maior incêndio de Boston e ainda é uma das perdas de propriedade relacionadas a incêndios mais caras da história norte-americana. A conflagração começou às 19h20 de sábado, 9 de novembro de 1872, no porão de um armazém comercial em 83-87 Summer Street. O incêndio foi finalmente contido 12 horas depois, depois de ter consumido cerca de 65 acres (26 ha) do centro de Boston, 776 prédios e grande parte do distrito financeiro, causando danos de US$ 73,5 milhões (equivalente a US$ 1,453 bilhão em 2020). A destruição dos edifícios foi avaliada em US$ 13,5 milhões e a perda de bens pessoais foi avaliada em US$ 60 milhões. No final, pelo menos 30 pessoas morreram, incluindo 12 bombeiros.

## Galeria de Imagens

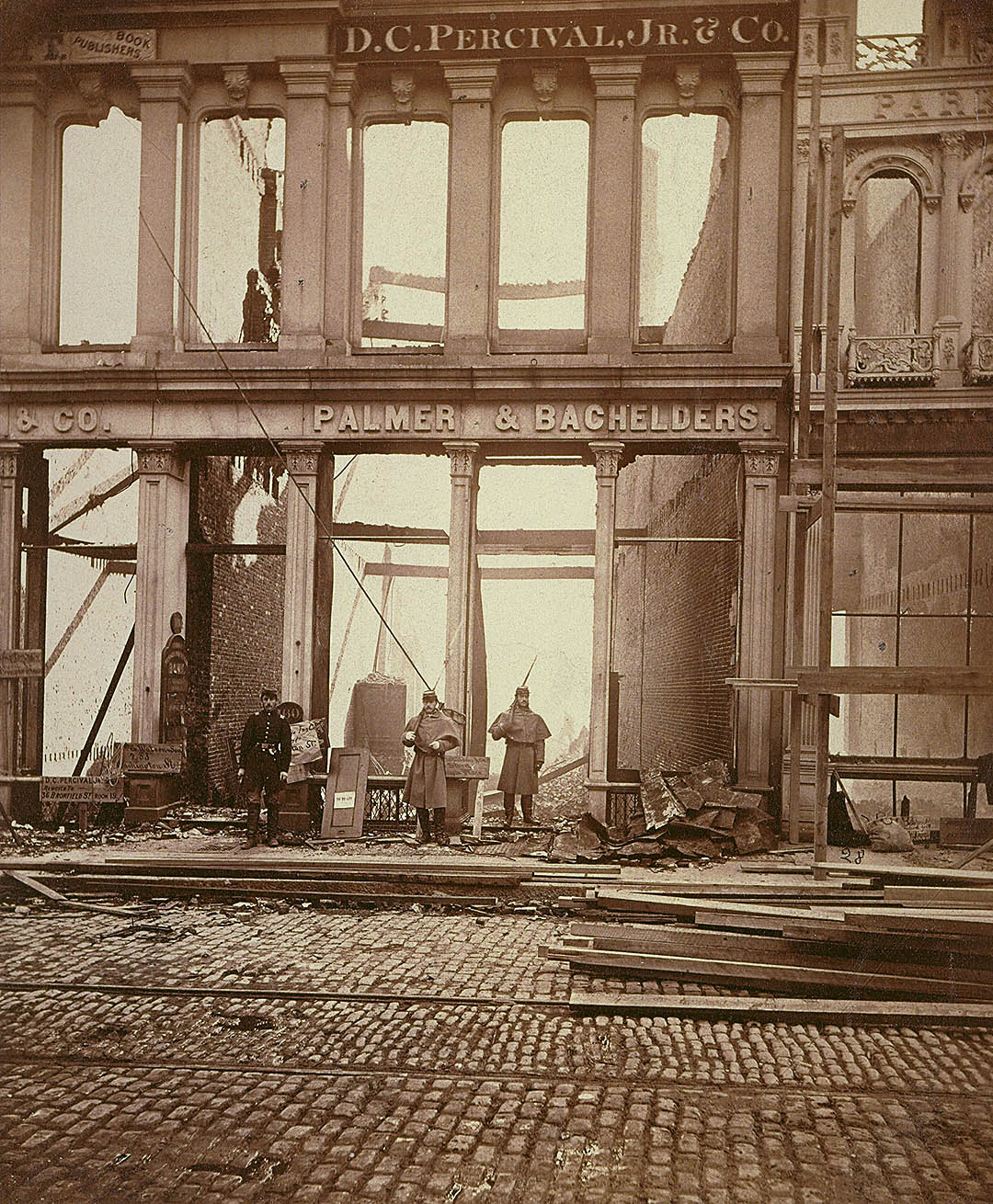
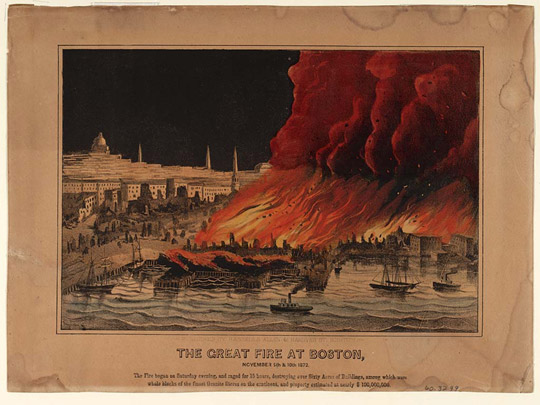
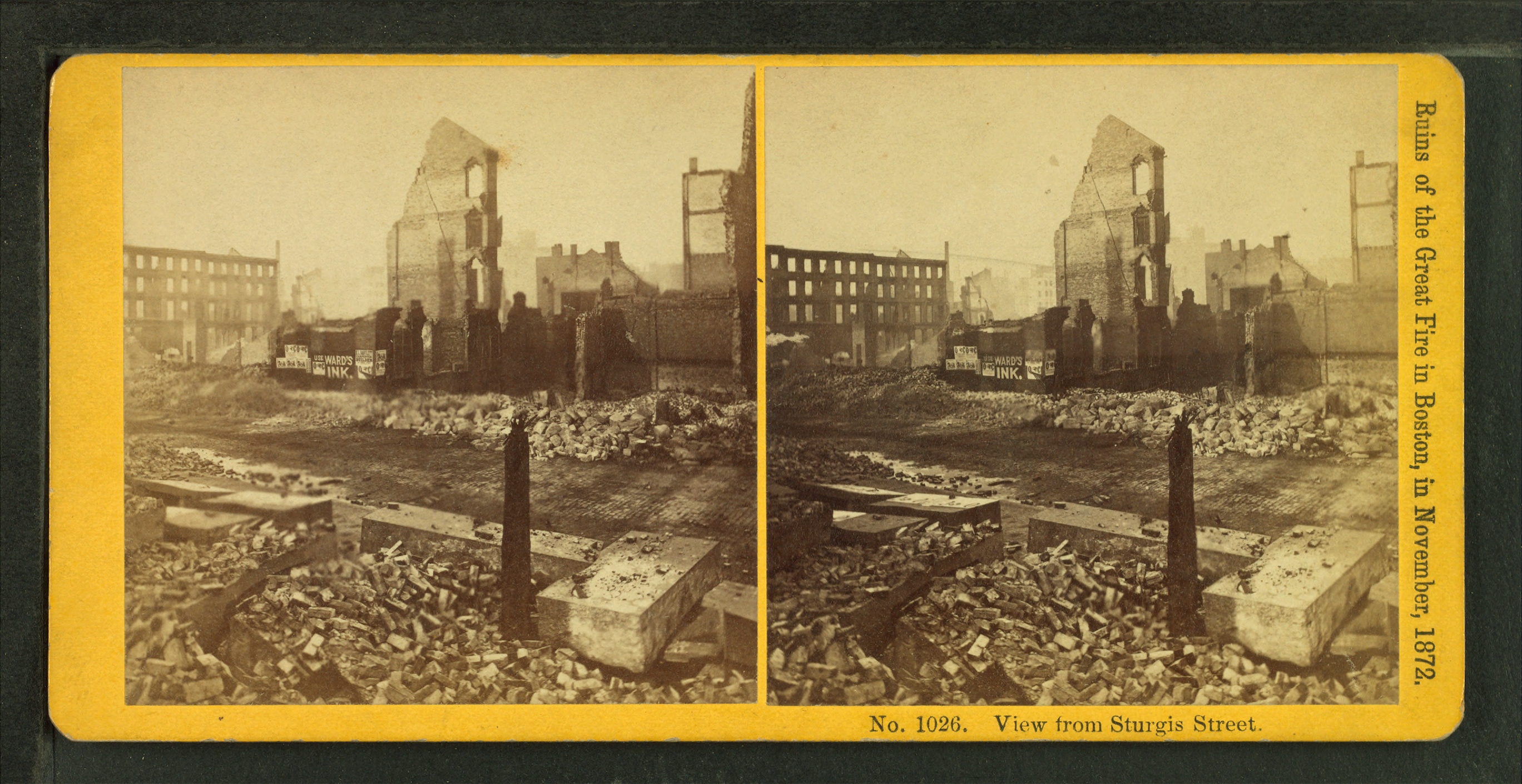
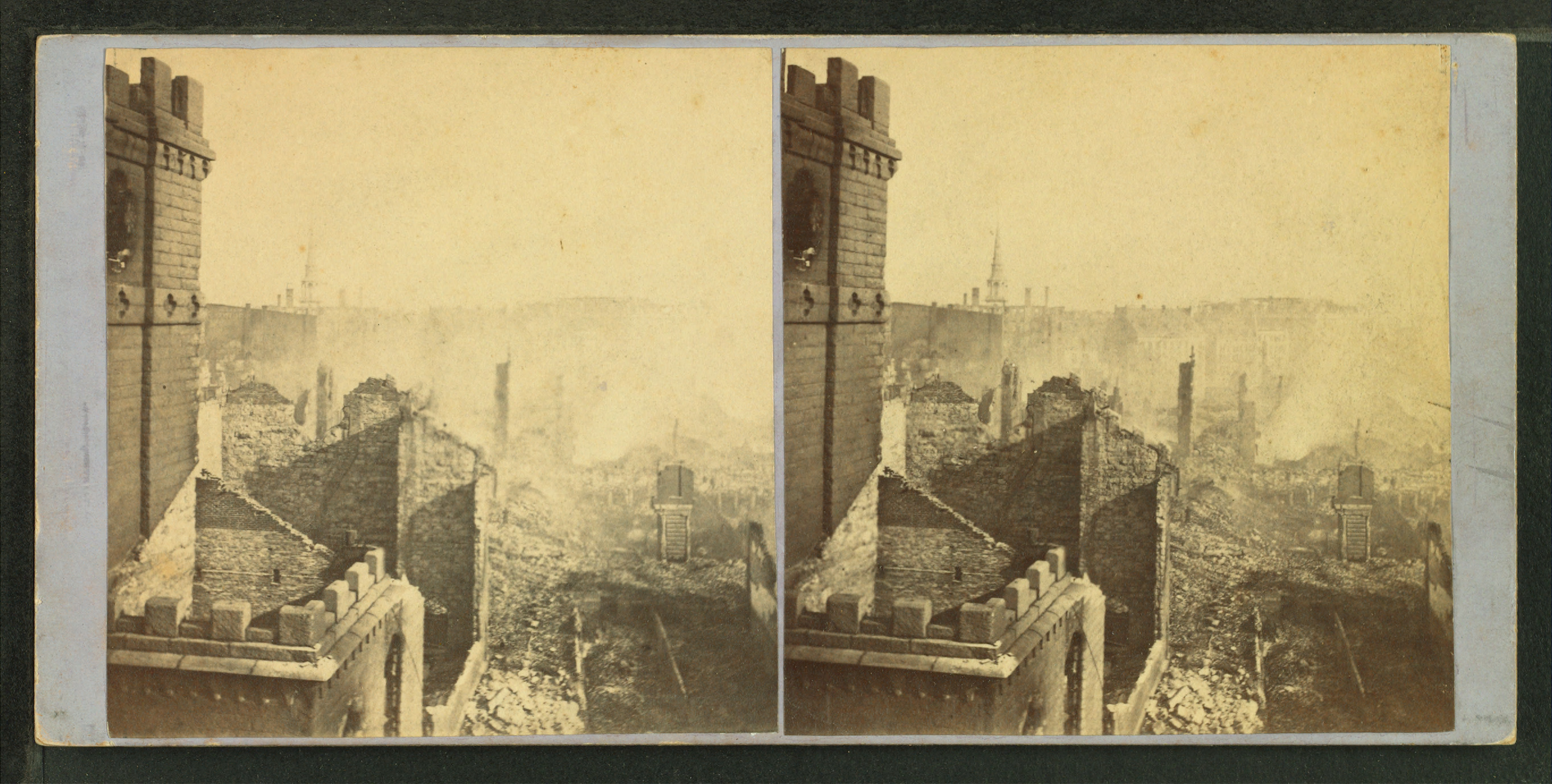
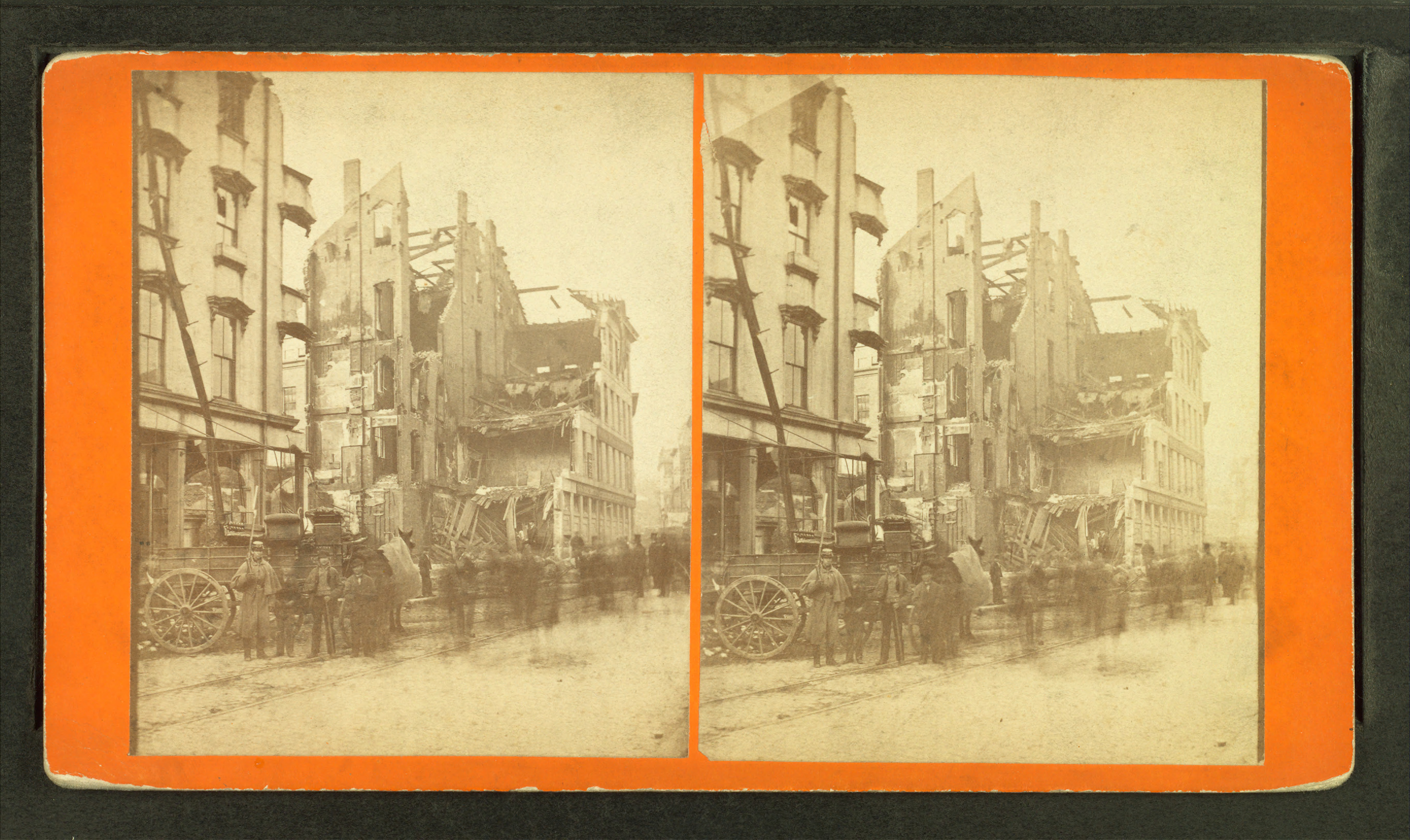
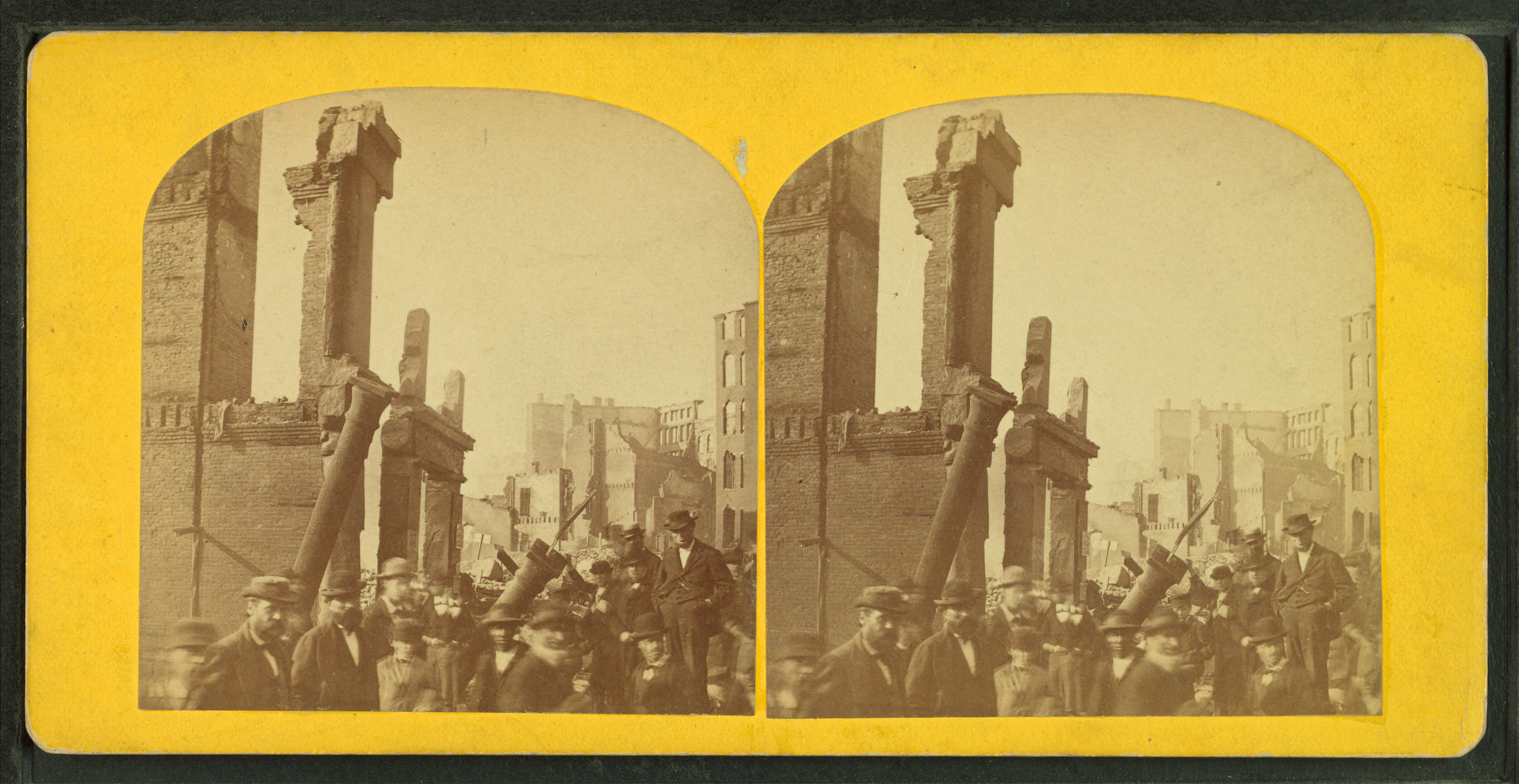
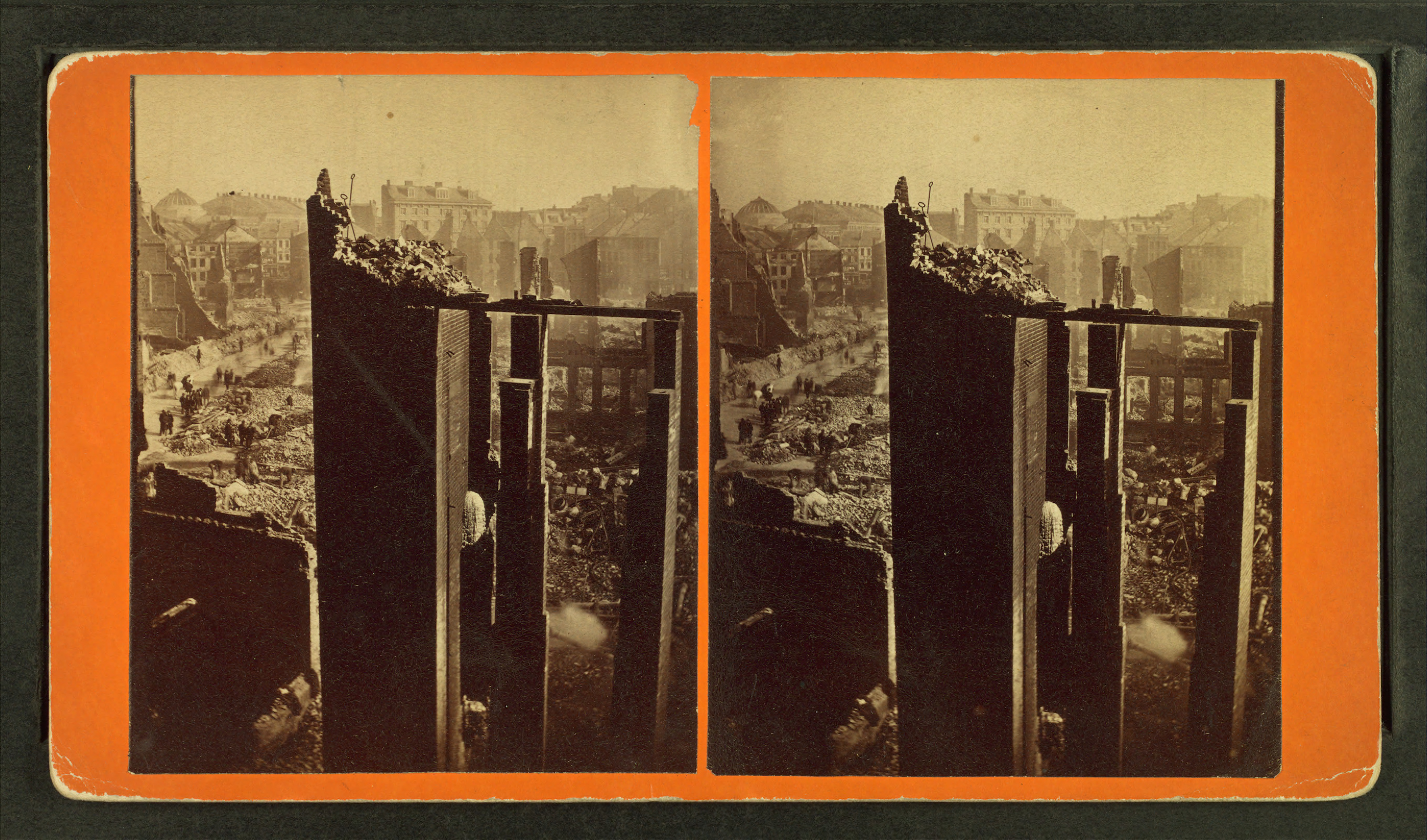
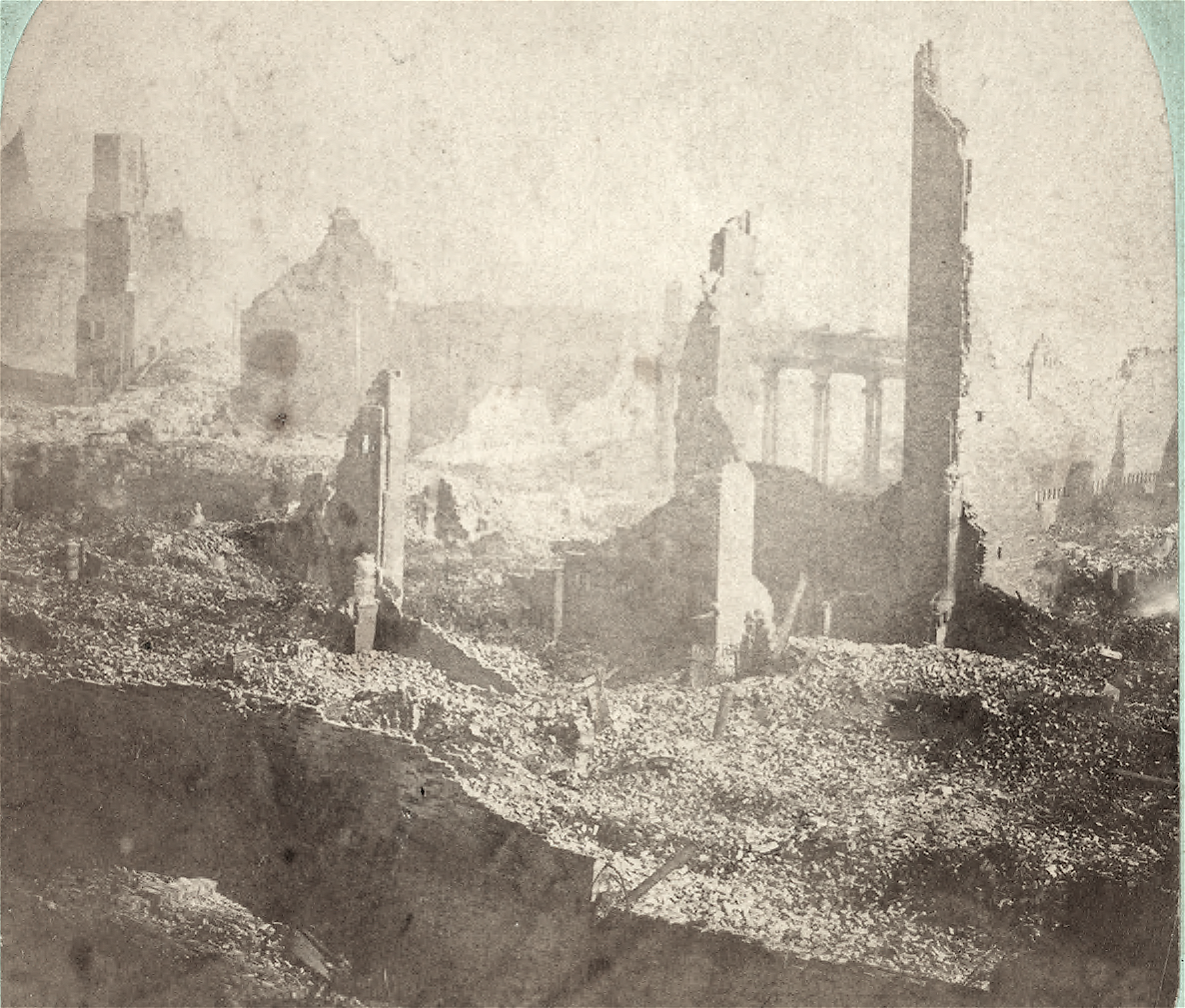
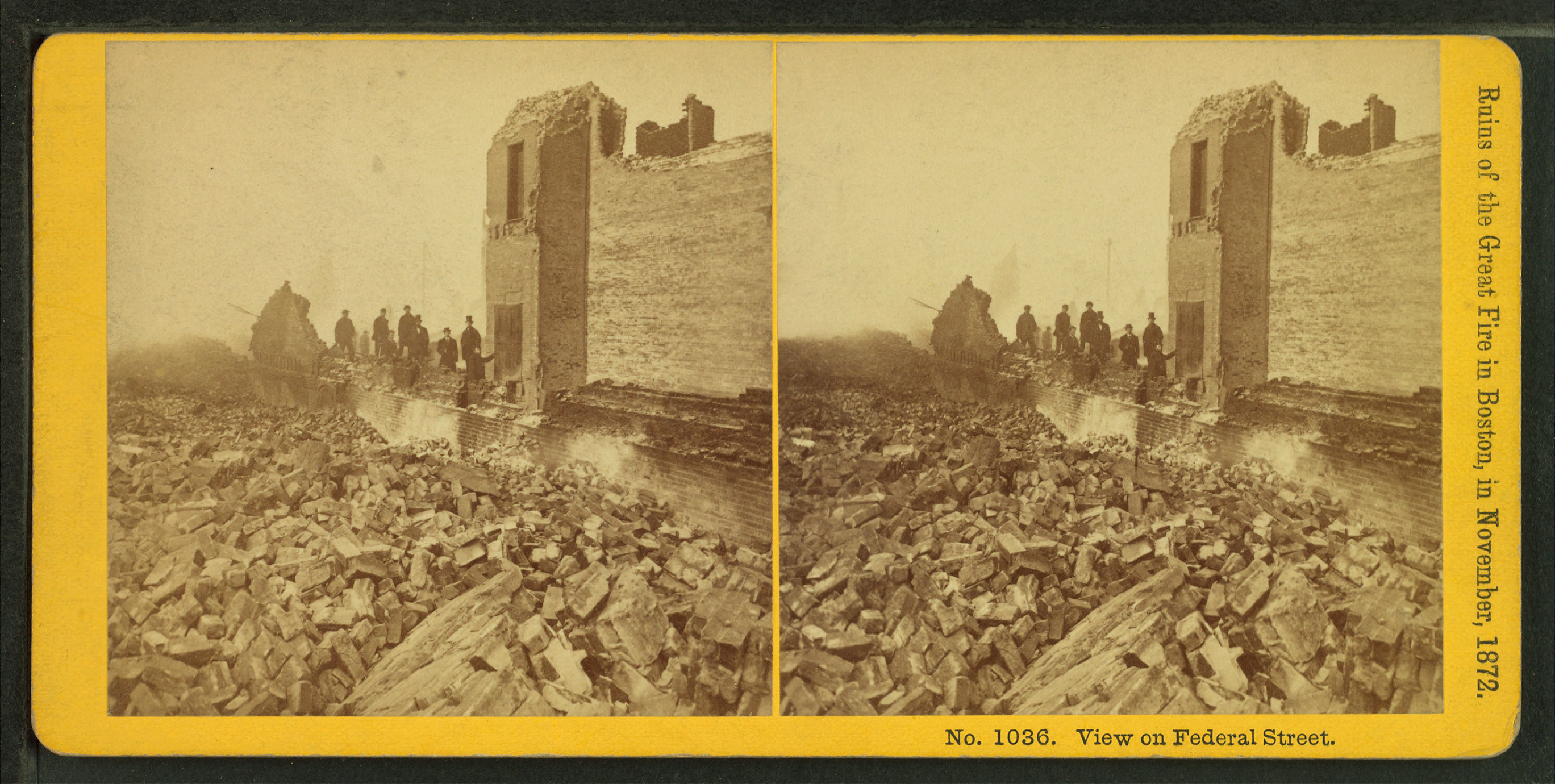
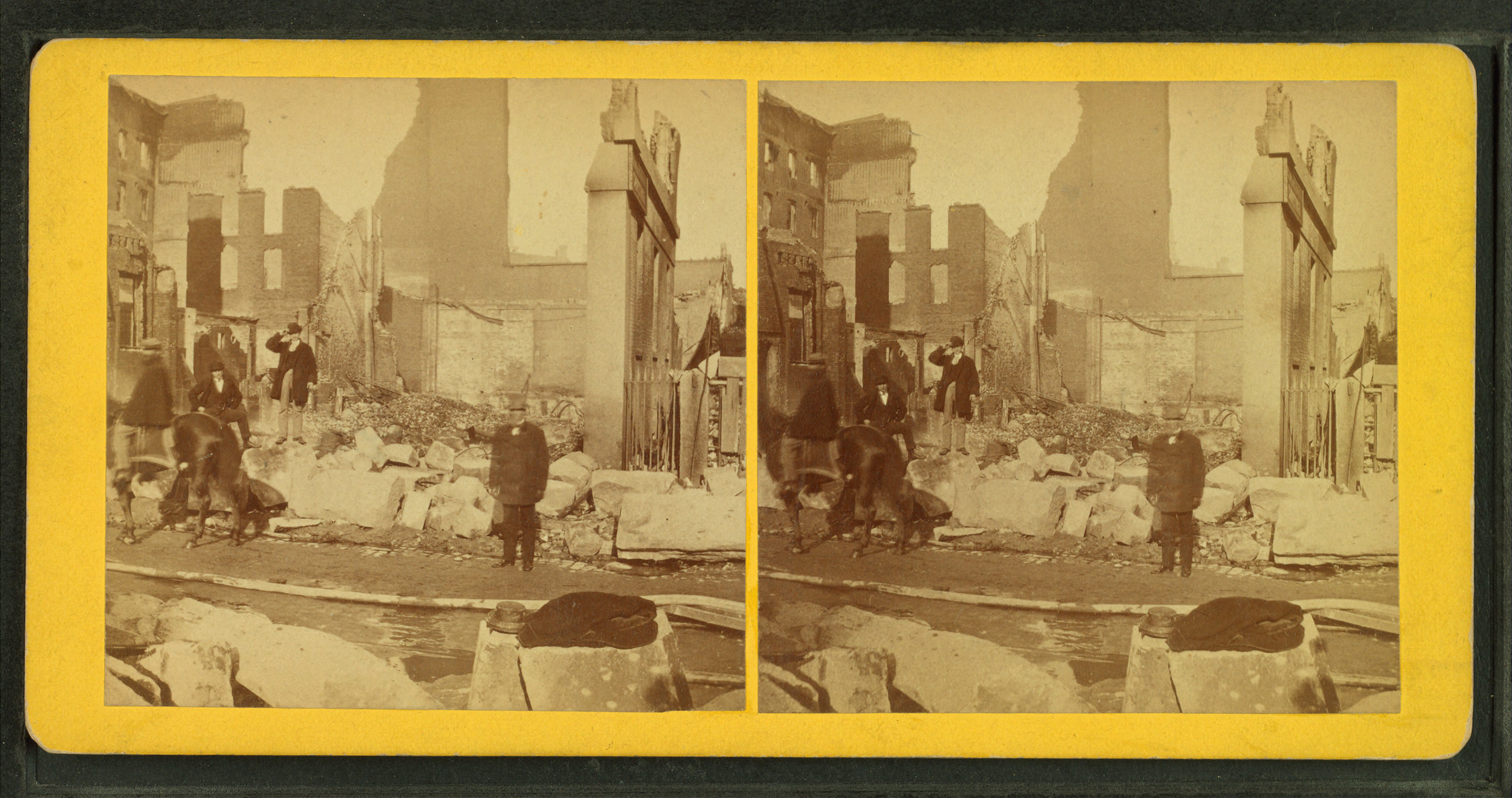
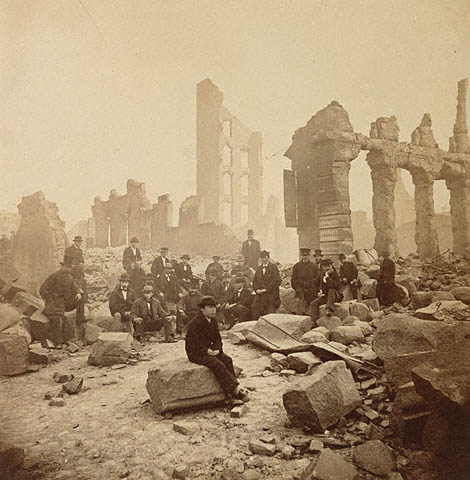
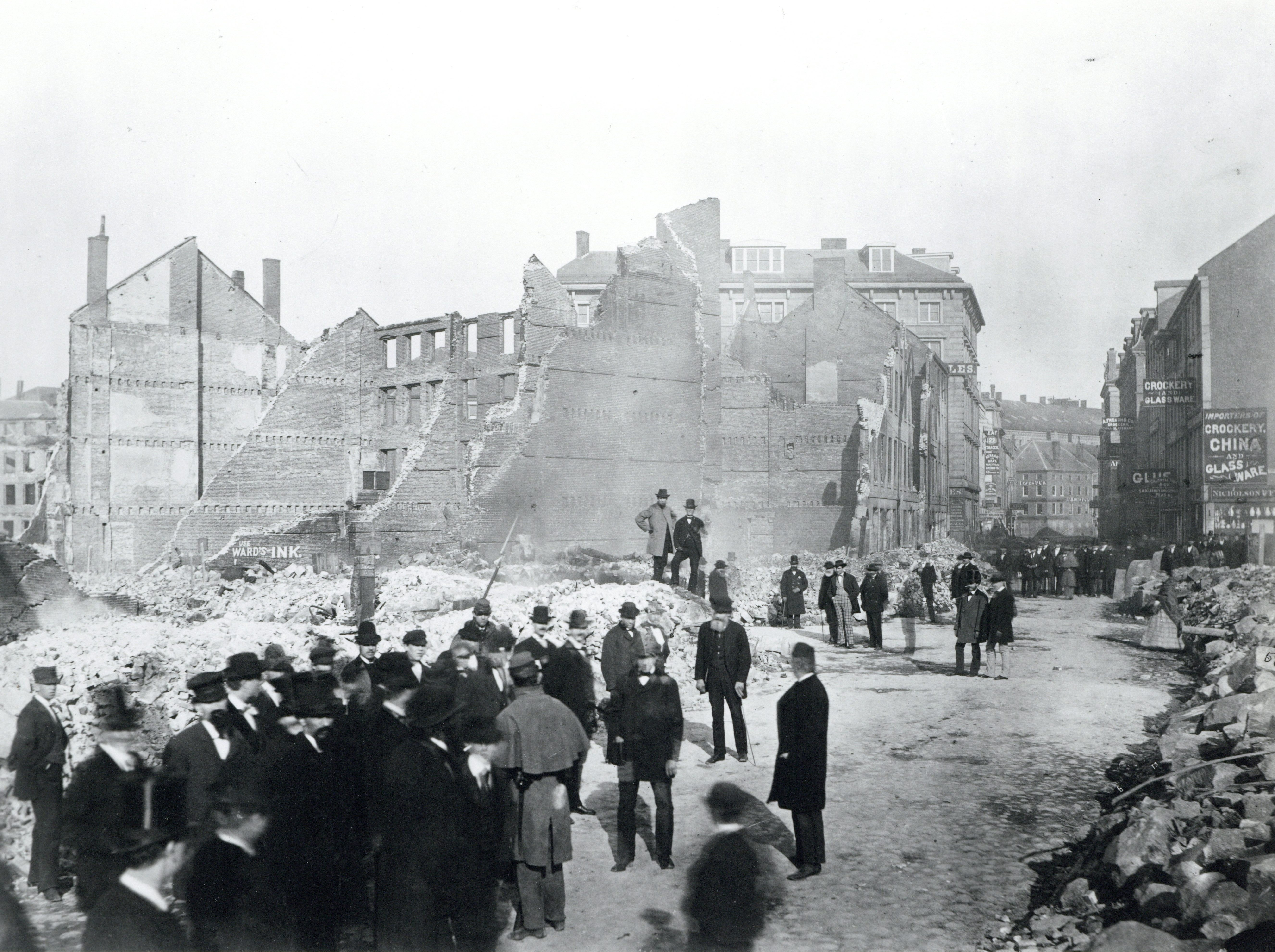
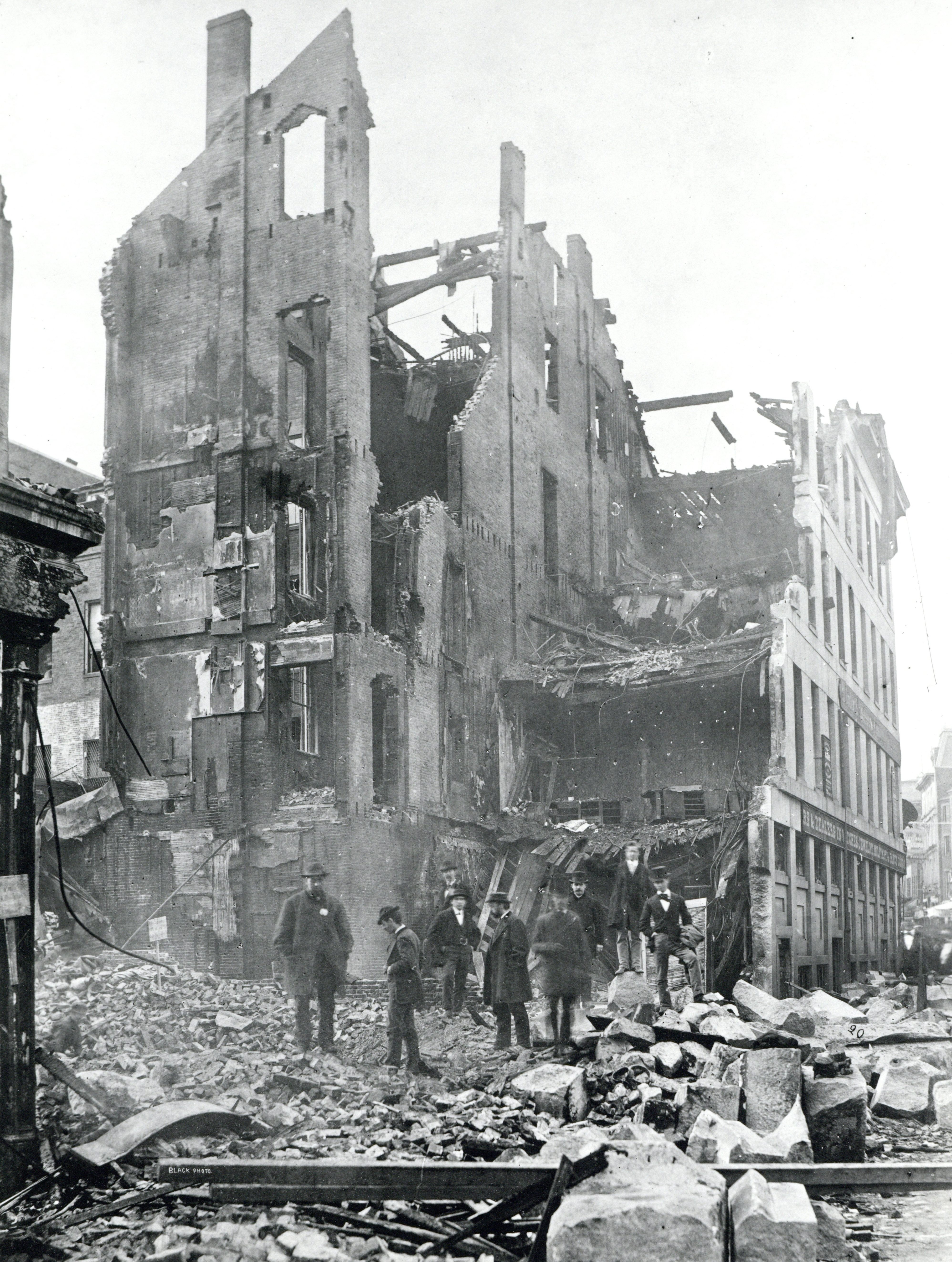